# Bingo Rimér
Björn Oluf Bingo Rimér, tidigare Björn Oluf Rimér, född 23 juni 1975 i Hällaryd, Blekinge län, är en svensk fotograf. 

## Biografi
Rimér har fotograferat för ett flertal herrtidningar, som Slitz och Café. Han var tidigare agent för tidningen Playboy i Sverige. I augusti 2003 blev han chefredaktör för Moore Magazine. Han lanserade underklädesaffärerna på Sexy By Sweden och Sexy.se i oktober 2006. 2011 tog han återigen över Moore Magazine som ansvarig utgivare.
År 2006 sändes realitydokumentärserien Being Bingo i TV6. Den omfattade sju avsnitt där tittarna fick följa Rimér. 2010 gav han ut självbiografin En flickfotografs bekännelser. 2016 var han med i Fångarna på fortet.
25 augusti 2023 hade Rimér och hans partner Julia Franzéns realityprogram Bingo & Julia premiär på streamingtjänsten Amazon Prime.

### Privatliv
Tillsammans med Erika Moen har han en dotter född 2003. 2006 gifte sig Rimér med Angelica Bremert. Mellan 2009 och 2015 hade han en relation med Katrin Zytomierska och tillsammans fick de två barn. Sedan 2022 har Rimér haft ett förhållande med Julia Franzén och 2023 förlovade de sig.

## TV-medverkan (i urval)
- 2000, 2016 – Fångarna på fortet
- 2006 – Being Bingo
- 2011 – Elsas värld[14]
- 2023 – Bingo & Julia
- 2025 – Sveriges dummaste